# Вальдау (Остерфельд)
Вальдау (нем. Waldau) — деревня в Германии, в земле Саксония-Анхальт.

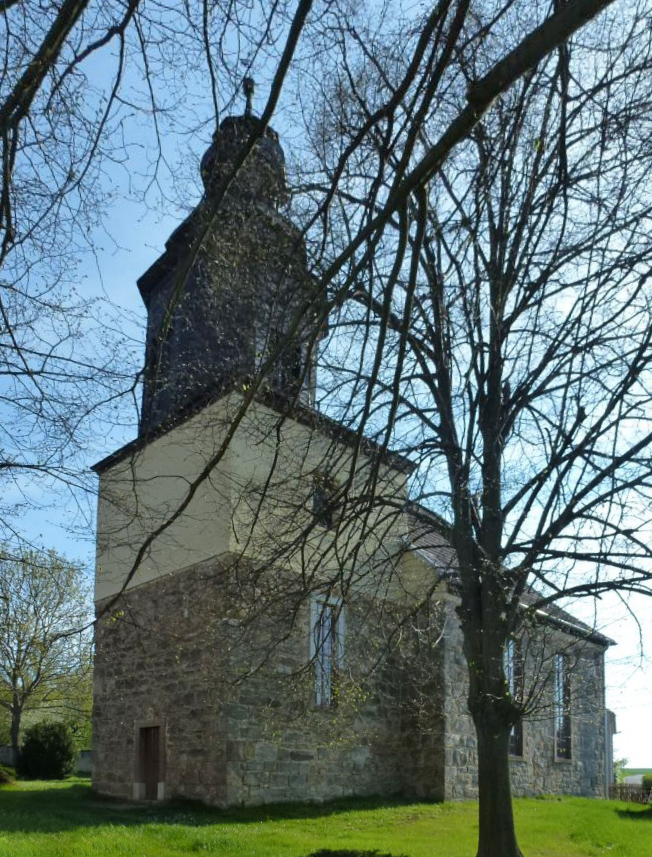
Церковь Вальдау

Входит в состав города Остерфельд района Бургенланд. Подчиняется управлению Ветауталь. Население составляет 524 человека (на 31 декабря 2004 года). Занимает площадь 5,55 км².

## История
Вальдау впервые упоминается в 1256 году.
В XX веке Вальдау имела статус общины (коммуны). 1 июля 1950 года в её состав вошла община Хардорф. 1 января 2010 года община Вальдау вошла в состав города Остерфельд.

## Достопримечательности
Церковь, с колокольней в стиле барокко, построенная в XVIII веке.